# Prosopocera apralutea
Prosopocera apralutea là một loài bọ cánh cứng trong họ Cerambycidae.